# Канэко, Мисудзу
Мисудзу Канэко (яп. 金子 みすゞ Канэко Мисудзу, настоящее имя Тэру Канэко; 11 апреля 1903 года — 10 марта 1930 года) — японская поэтесса и композитор. Тэру Канэко родилась в рыбацкой деревне Сэндзаки, ныне являющейся частью города Нагато префектуры Ямагути. Жизнь её родной деревни зависела от даров моря, особенно от улова японской сардины. Сцены рыболовства и моря часто появляются в её стихах.

## Биография
Карьера Канэко как автора стихов для детей по-настоящему началась в возрасте двадцати лет, вскоре после того, как она стала менеджером и единственным сотрудником небольшого книжного магазина в Симоносеки, городе на южной оконечности Хонсю. Здесь она обнаружила, что несколько журналов, которые находились на пике бума в секторе детской литературы, просили от своих читателей присылать собственные рассказы и стихотворения. Канэко отослала подборку своих стихов, из которых пять (среди них — «Рыбы»), были приняты для публикации в сентябре 1923 года в четырёх из этих журналов. В течение следующих пяти лет Канэко опубликовала пятьдесят одно крупное стихотворение.
В 1926 году, против воли, её выдали замуж родители за нелюбимого человека, который запретил печататься и являлся бабником, не исправившись даже с рождением дочери. Вскоре муж заразился венерической болезнью в увеселительном квартале и заразил жену, которая в 1930 году, не выдержав больше, подала на развод. Сначала бывший супруг позволил ей воспитывать дочь самостоятельно, но потом передумал и попытался получить опеку над ребёнком. В знак протеста Канэко покончила жизнь самоубийством, написав перед этим письмо с просьбой, чтобы ребёнка воспитывала бабушка (её мать), поскольку она сама «не имеет надлежащих способностей».
В годы, последующие её смерти, в Японии наступила эпоха милитаризма, и литературные таланты того времени были забыты. Но одно из стихотворений поэтессы произвело огромное впечатление на поэта Сэцуо Ядзаки, и он решил попробовать разыскать родственников Канэко. В 1982 году, в результате 16-летних поисков Сэцуо Ядзаки, в Токио был найден брат поэтессы, у которого сохранились пятьсот двенадцать стихов, написанных рукой самой Канэко в трёх тетрадях. Вся коллекция была опубликована издательством «JULA Publishing Bureau» в шести томах антологии (1984 год) и имя Канэко стремительно завоевало популярность в Японии. В настоящее время Сэцуо Ядзаки является руководителем Музея Мисудзу Канэко, открытого в Нагато, и, благодаря его неустанным усилиям, произведения Канэко стали частью мировой культуры.
Творчество Канэко сравнивают с поэзией Кристины Россетти. Её стихи переведены на одиннадцать языков. 

## Признание
10 марта 2009 года организацией ЮНЕСКО был организован круглый стол, где были рассмотрены проблемы и достижения японских женщин в общественной и культурной жизни страны. Японская женская поэзия была представлена стихами Мисудзу Канэко.

## Пример творчества
«Я, птичка и колокольчик»
Даже руки в стороны расправив,
В небеса полететь не смогу,
Птичка может летать, но меня
На земле не догонит, коль я побегу.
Даже буду всем телом дрожать,
Серебристый трезвон не издам,
Колокольчик звенит, но зато
Столько песен не знает как я.
Колокольчик и птичка и я -
Мы различны, но все хороши.
Оригинальный текст (яп.): わたしと小鳥とすずと

わたしが両手をひろげても、
お空はちっともとべないが、
とべる小鳥はわたしのように、
地面をはやくは走れない。
わたしがからだをゆすっても、
きれいな音はでないけど、
あの鳴るすずはわたしのように
たくさんなうたは知らないよ。
すずと、小鳥と、それからわたし、
みんなちがって、みんないい。